# Katharine Levy
Katharine Levy (Alternative Name: Kate Levy; * 1961 in Hampstead, London, England) ist eine britische Schauspielerin, Fernsehproduzentin und Regisseurin.

## Leben und Karriere
Als Kind trat sie in einer Reihe von Fernsehserien auf, beispielsweise in der BBC-Serie „David Copperfield“ (in der Rolle der kleinen Emily) von 1974 und „I, Claudius“ (1976; als junge Livilla). Weitere Rollen umfassen Jane Masters in Gerry Andersons The Day After Tomorrow (1975; bei der Ausstrahlung auf BBC1 mit dem Titel „Into Infinity“), Sandra in Children of the Stones (1977), Lynne in Follow Me and Mary Churchill in The Wilderness Years.
Als junge Erwachsene spielte sie 1984 die Heldin in der BBC-TV-Adaption von William Shakespeares Viel Lärm um nichts und Sarah de Talmont in der ITV-Serie Robin of Sherwood (1985). Levy trat später der Royal Shakespeare Company als Teil der Besetzung von Nicholas Nickleby am Broadway bei. In Großbritannien trat sie als Julia in „Romeo und Julia“, als Hermia in „Ein Sommernachtstraum“, als Olivia in „Twelfth Night“ und als Kate Hardcastle in „She Stoops to Conquer“ auf. Im West End trat sie in After the Ball is Over im Old Vic Theatre auf.
Levys Karriere hat sich seitdem von der Schauspielerei entfernt und sie arbeitet derzeit als ausführende Produzentin und Regisseurin für Wirtschaftsfernsehen.

## Filmografie (Auswahl)
Filme
- 1975: The Day After Tomorrow (Fernsehfilm)
- 1980: Schrei der Verlorenen (The Watcher in the Woods, Familienfilm)
- 1983: Marines (The Lords of Discipline)
- 1984: Im Schatten des Triumphbogens (Arch of Triumph, Fernsehfilm)
- 1984: Much Ado About Nothing (Fernsehfilm)
- 1986: The Christmas Gift (Fernsehfilm)
- 1988: Number 27 (Fernsehfilm)
- 1997: Verborgenes Feuer (Firelight, Liebesfilm)

Serien
- 1974: David Copperfield (Miniserie, 2 Folgen)
- 1975: A Legacy (Fernsehserie, 2 Folgen)
- 1975: NBC Special Treat (Fernsehserie, Folge 1x03)
- 1976: Ich, Claudius, Kaiser & Gott (I, Claudius, Miniserie 1 Folge)
- 1977: Children of the Stones (Miniserie, 6 Folgen)
- 1977: Follow Me... (Miniserie, 7 Folgen)
- 1978: The Devil's Crown (Fernsehserie, Folge 1x09)
- 1978: Backs to the Land (Fernsehserie, Folge 3x07)
- 1980: Company and Co (Fernsehserie, Folge 1x06)
- 1980: Love in a Cold Climate (Miniserie, Folge 1x02)
- 1981: Winston Churchill: The Wilderness Years (Miniserie, 3 Folgen)
- 1984: The Bill (Fernsehserie, Folge 1x08)
- 1984: Robin Hood (Fernsehserie, Folge 2x02)
- 1986: Starting Out (Fernsehserie, Folge 5x06)
- 1989: The Chef's Apprentice (Fernsehserie, Folge 1x03)
- 1999: Die Profis – Die Nächste Generation (CI5: The New Professionals, Fernsehserie, Folge 1x04)